# Progryllacris albonigra
Progryllacris albonigra är en insektsart som först beskrevs av Heinrich Hugo Karny 1929.  Progryllacris albonigra ingår i släktet Progryllacris och familjen Gryllacrididae. Inga underarter finns listade i Catalogue of Life.